# Калуђеровац (Перушић)
Калуђеровац је насељено мјесто у Лици, у општини Перушић, у Личко-сењској жупанији, Република Хрватска.

## Географија
Калуђеровац се налази око 7,5 км западно од Перушића. Јужно од насеља протиче ријека Лика.

## Историја
До територијалне реорганизације у Хрватској насеље се налазило у саставу бивше велике општине Госпић.

## Становништво
Према попису из 1991. године, насеље Калуђеровац је имало 52 становника. Према попису становништва из 2001. године, Калуђеровац је имао 29 становника. Калуђеровац је према попису из 2011. године имао 24 становника.
| Демографија | Демографија | Демографија |
| Година      | Становника  | Становника  |
| ----------- | ----------- | ----------- |
| 1971.       | 149         |             |
| 1981.       | 84          |             |
| 1991.       | 52          |             |
| 2001.       | 29          |             |
| 2011.       |             | 24          |